# ルイ＝フィリップ (ベルギー王太子)
ルイ＝フィリップ・ド・ベルジック（フランス語: Louis-Philippe de Belgique, 1833年7月24日 - 1834年5月16日）は、ベルギーの初代国王レオポルド1世とルイーズ＝マリー・ドルレアン夫妻の長子。

## 生涯
ラーケンで生まれ、ベルギー王太子となった。ブリュッセルの聖ミシェル・エ・ギュデュル大聖堂にてメヘレン＝ブリュッセル大司教アンジルベール・スタークスによって洗礼を受けた。洗礼名ルイ＝フィリップ・レオポルド・ヴィクトル・エルネスト（Louis Philippe Léopold Victor Ernest）は母方祖父のフランス王ルイ・フィリップ、父レオポルド1世、従姉のイギリス女王ヴィクトリアにちなんだものである。

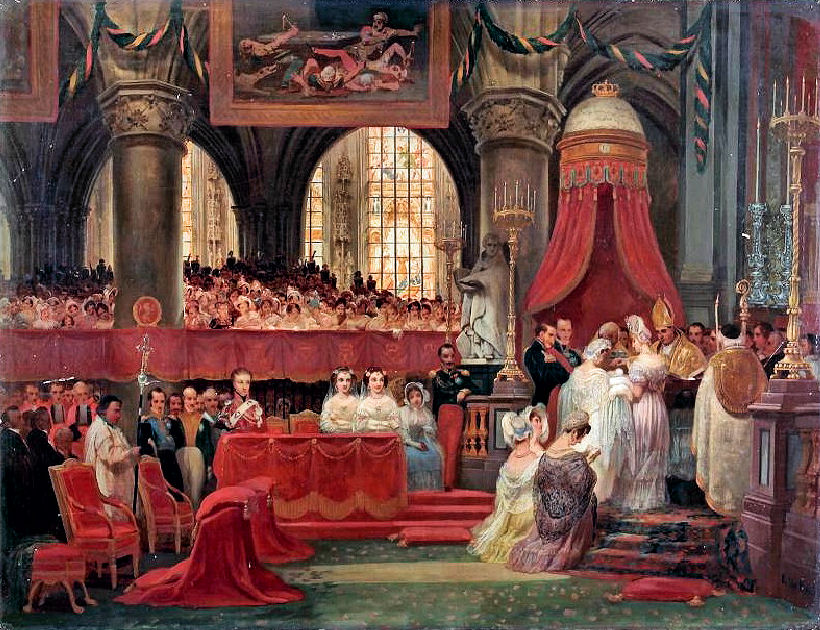
ルイ＝フィリップの洗礼式（フィリップ＝ジャック・ヴァン・ブリー画・1833年）
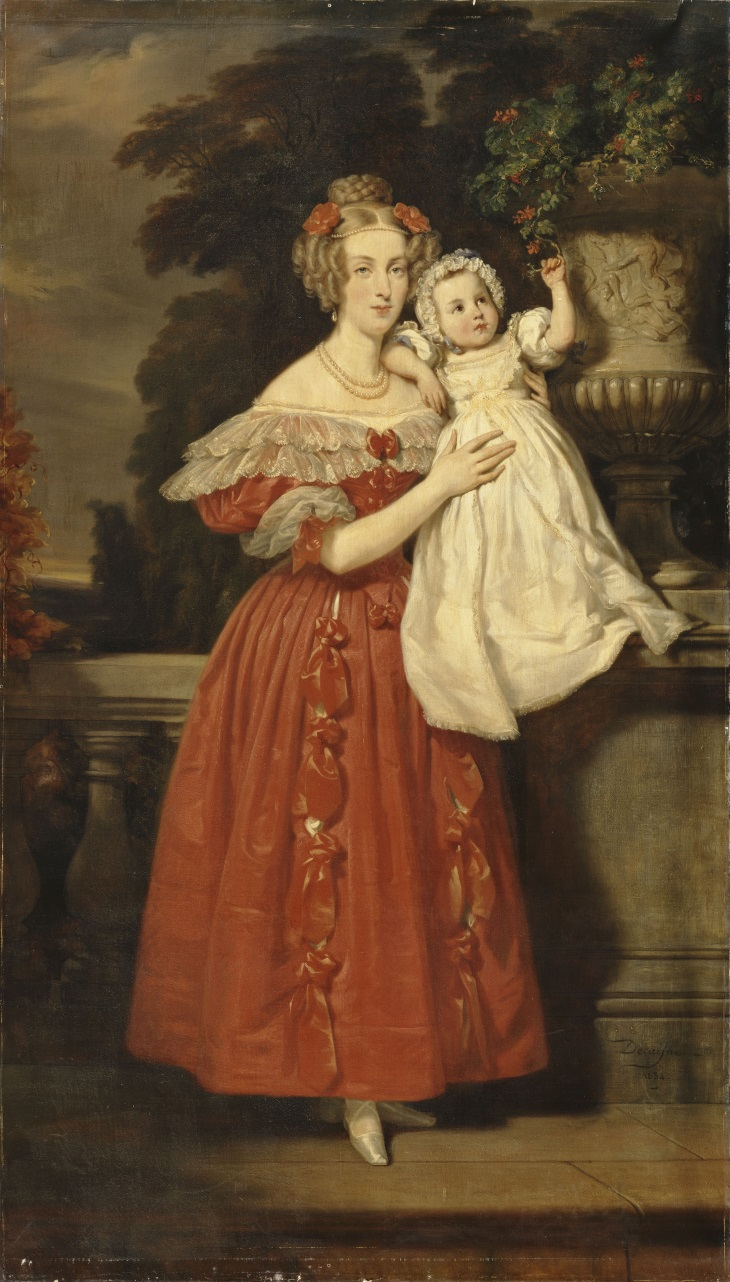
ベルギー王妃ルイーズ＝マリーとその息子ルイ＝フィリップ（アンリ・ドケーヌ画・1834年）

王位継承者として期待されたが、粘膜炎を患いわずか10ケ月で病死した。亡骸はラーケンのノートルダム・ド・ラーケン教会のベルギー王室のための地下納骨堂に葬られている。
レオポルド1世の悲嘆は大きく、前妻であるシャーロット・オーガスタ・オブ・ウェールズもまた男子を死産し没しており、一時は後継者がないまま王国が滅亡するのではないかという疑念に苛まれた。
ルイ＝フィリップは、その後のベルギー王位継承者とは違い、ブラバント公爵ではなかった。この爵位はルイ＝フィリップの死後の1840年に創設された。ベルギー王位はのちに生まれた弟のレオポルド（レオポルド2世）が継承した。